# Sjostedtiella fumipennis
Sjostedtiella fumipennis är en stekelart som beskrevs av André Seyrig 1932. Sjostedtiella fumipennis ingår i släktet Sjostedtiella och familjen brokparasitsteklar. Inga underarter finns listade i Catalogue of Life.